# Fortunatus M. Lukanima
Fortunatus M. Lukanima (* 8. Dezember 1940 in Irondo, Tansania; † 12. März 2014 in Mwanza, Tansania) war Bischof von Arusha.

## Leben
Fortunatus M. Lukanima empfing am 8. Dezember 1968 die Priesterweihe.
Papst Johannes Paul II. ernannte ihn am 6. März 1989 zum Bischof von Arusha. Die Bischofsweihe spendete ihm der Erzbischof von Daressalam, Laurean Kardinal Rugambwa, am 13. August desselben Jahres; Mitkonsekratoren waren Maurice Michael Kardinal Otunga, Erzbischof von Nairobi, und Dennis Vincent Durning CSSp, emeritierter Bischof von Arusha.
Am 20. Juli 1998 nahm Johannes Paul II. seinen vorzeitigen Rücktritt aus gesundheitlichen Gründen an.